# Fasanerie Wiesbaden

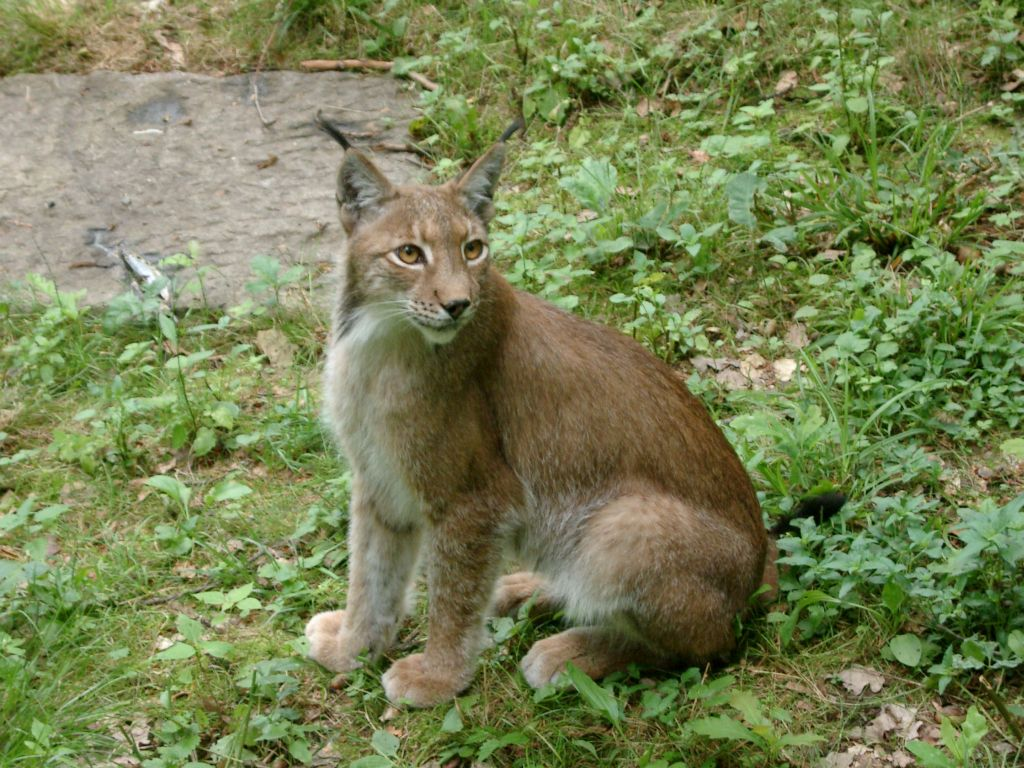
Lynx

De Fasanerie Wiesbaden (officiële naam: Tier- und Pflanzenpark Fasanerie) is de dierentuin van de Duitse stad Wiesbaden. De dierentuin bevindt zich ten noorden van het centrum van Wiesbaden. De dierentuin heeft een oppervlakte van circa 23 hectare.